# NGC 7426
NGC 7426 في الفهرس العام الجديد، هي مجرة، تقع في كوكبة العظاءة. اكتشفت في 18 أكتوبر 1786 بواسطة ويليام هيرشل.

## روابط خارجية
- NGC 7426 على موقع ويكي سكاي: DSS2, SDSS, GALEX, IRAS, Hydrogen α, X-Ray, Astrophoto, Sky Map, Articles and images